# Thema Chersonesus
Thema Chersonesus (în greacă θέμα Χερσῶνος, transliterat: thema Chersonos), cunoscută inițial drept Klimata (în greacă τὰ Κλίματα, transliterat: ta Klimata), a fost o themă a Imperiului Bizantin, localizată în sudul peninsulei Crimeea, avându-și reședința la urba-eponimă Chersonesos.